# Picayune (Münze)
Picayune war die Bezeichnung für das Halbstück des Spanischen Reals ab etwa dem 18. Jahrhundert in den Gebieten der heutigen US-Bundesstaaten Louisiana und Florida. Die Bezeichnung wurde wohl von der Bezeichnung für eine kleine provençalische Kupfer-Münze, dem Picaioun von den dort im 18. Jahrhundert siedelnden Franzosen eingeführt.
Die Münze war auch in den Vereinigten Staaten von 1793 bis 1857 ein zulässiges Zahlungsmittel. Während dieser Zeit galt das spanische 8 Reales-Stück (das dem Gewicht eines Talers entsprach) einen US-Dollar. Der Picayune entsprach somit 6¼ US-Cent, was dazu führte, dass in einigen Teilen der südlichen US-Bundesstaaten der Name Picayune auf das 5-Cent-Stück übertragen wurde. Ein Hinweis auf dieses Zahlungsmittel findet sich noch im Namen der US-amerikanischen Tageszeitung The Times-Picayune, die ursprünglich einen Picayune kostete.